# Coussapoa manuensis
Coussapoa manuensis là loài thực vật có hoa trong họ Tầm ma. Loài này được C.C.Berg mô tả khoa học đầu tiên năm 1983.